# Anselme Gaëtan Desmarest

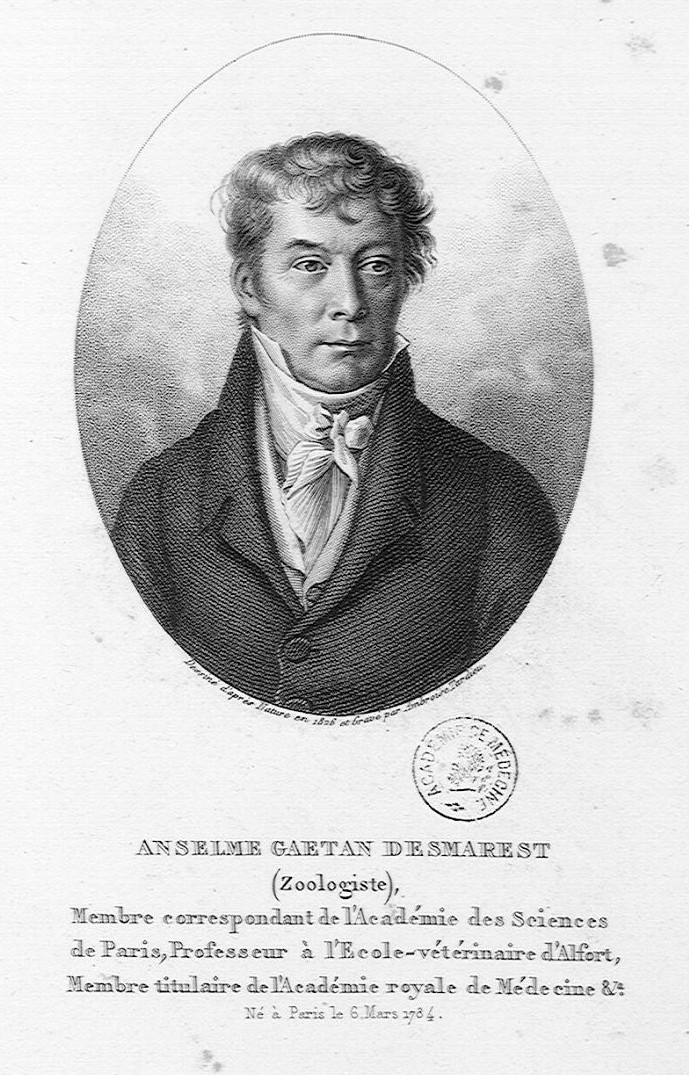
Anselme Gaëtan Desmarest.

Anselme Gaëtan Desmarest (Parijs, 6 maart 1784 – Maisons-Alfort, 4 juni 1838) was een Frans zoöloog en schrijver. Hij was de zoon van Nicolas Desmarest. Hij studeerde zoölogie in Maisons-Alfort.
Desmarest publiceerde Histoire Naturelle des Tangaras, des Manakins et des Todiers (1805), Considérations générales sur la classe des crustacés (1825), Mammalogie ou description des espèces des Mammifères. Paris: Veuve Agasse (1820), en Dictionnaire des Sciences Naturelles (1816-30, met André Marie Constant Duméril). Zijn zoon, Eugène Anselme Sébastien Léon Desmarest, (1816-1889) was ook een zoöloog.
Desmarest beschreef vele diersoorten, waaronder de grootoorvos, de rode reuzenkangoeroe en dikstaartbuidelrat.
- Biblioteca Nacional de Chile: 000406254
- Biblioteca Nacional de España: XX1640907
- Bibliothèque nationale de France: cb10615544m (data)
- Catàleg d'autoritats de noms i títols de Catalunya: 981058512054806706
- CiNii: DA07294533
- Stuttgart Database of Scientific Illustrators 1450–1950: 6050
- Gemeinsame Normdatei: 117632929
- International Standard Name Identifier: 0000 0000 8081 5269
- Library of Congress Control Number: n86840074
- Nationale Bibliotheek van Tsjechië: mzk2009528360
- Nationale bibliotheek van Australië: 35926503
- Nationale Bibliotheek van Israël: 987007272879505171
- Réseau des bibliothèques de Suisse occidentale: 02-A006552401
- Système universitaire de documentation: 083556656
- Trove: 1148850
- Virtual International Authority File: 2460264
- WorldCat: E39PBJyxjHfYww9MCYghrvyyBP